# Дискографія T. Rex
Дискографія T. Rex складається з чотирьох студіних альбомів, записаних під старою назвою «Tyrannosaurus Rex», та десяти альбомів під назвою «T. Rex», 11 концертних альбомів, 28 збірок, 21 бокс-сету, одного ремікс-альбому, 18 мініальбомів, семи синглів «Tyrannosaurus Rex» та 39 синглів «T. Rex» singles.

## Студійні альбоми
| 1968                                           | My People Were Fair and Had Sky in Their Hair… But Now They're Content to Wear Stars on Their Brows - Реліз: 10 лютого - Лейбл: Warner Bros. | —  | —  | — | — | — | — | — | Список - UK: Золотий - US: 10×Платиновий                                            |
| 1968                                           | Prophets, Seers & Sages — The Angels of the Ages - Реліз: 23 березня - Лейбл: Warner Bros.                                                   | —  | —  | — | — | — | — | — | Список - US: 5×Платиновий                                                           |
| 1969                                           | Unicorn - Реліз: 10 квітня - Лейбл: Fiction                                                                                                  | —  | —  | — | — | — | — | — | Список - US: 3×Платиновий                                                           |
| 1981                                           | A Beard of Stars - Реліз: 3 травня - Лейбл: Fiction                                                                                          | 27 | —  | — | — | — | — | — | Список - CA: Платиновий                                                             |
| 1970                                           | T. Rex - Реліз: 30 квітня - Лейбл: Warner Bros.                                                                                              | 37 | —  | — | — | — | — | — | Список - US: 4×Платиновий                                                           |
| 1984                                           | Electric Warrior - Реліз: 9 січня - Лейбл: Warner Bros.                                                                                      | 15 | —  | — | — | — | — | — | Список - UK: Золотий - US: Золотий                                                  |
| 1972                                           | The Slider - Реліз: 24 березня - Лейбл: Warner Bros.                                                                                         | 13 | 57 | — | — | — | — | — | Список - FR: Золотий - UK: Срібний - US: 6×Платиновий                               |
| 1973                                           | Tanx - Реліз: 1 травня - Лейбл: Warner Bros.                                                                                                 | 21 | —  | — | — | — | — | — | Список - DE: Золотий - ES: Золотий - FR: 2×Золотий - UK: Золотий - US: 4×Платиновий |
| 1991                                           | Zinc Alloy and the Hidden Riders of Tomorrow - Реліз: 21 квітня - Лейбл: Fiction                                                             | 45 | —  | — | — | — | — | — | Список - AUS: Платиновий - UK: Золотий - US: 3×Платиновий                           |
| 1995                                           | Light of Love - Реліз: 6 травня - Лейбл: Fiction                                                                                             | —  | —  | — | — | — | — | — | Список - US: 3×Платиновий                                                           |
| 1998                                           | Bolan's Zip Gun - Реліз: 14 лютого - Лейбл: Fiction                                                                                          | 89 | —  | — | — | — | — | — | Список - CH: Золотий                                                                |
| 2012                                           | Futuristic Dragon - Реліз: 28 червня - Лейбл: I AM, Geffen                                                                                   | —  | —  | — | — | — | — | — | Список - UK: Срібний                                                                |
| «—» ставиться, якщо альбом не потрапив в чарт. | |    |    |   |   |   |   |   |                                                                                     |